# Partito Socialista Italiano (massimalista)
Il Partito Socialista Italiano (massimalista) fu la parte del Partito Socialista Italiano in esilio residua dopo la scissione effettuata nei preliminari del Convegno socialista di Grenoble, tenutosi il 16 marzo 1930, da Pietro Nenni e dalla sua frazione fusionista.

## Sinossi storica

### Prodromi nel PSI

#### I socialisti in esilio

Il segretario socialista Olindo Vernocchi nel 1926.

Il 16 novembre 1926, dopo che la Camera dei deputati votò la decadenza dei 120 deputati dell'opposizione, provvedimento che fu confermato dal Senato il 20 novembre, la polizia chiuse le sedi dei partiti e delle organizzazioni antifasciste. La direzione del Partito Socialista Italiano si sciolse, passando i propri poteri a dei dirigenti residenti all'estero, con cui restò in collegamento, da Roma, il segretario socialista Olindo Vernocchi, mentre alla base cesseranno di mantenersi in contatto tra di loro le sezioni. Quello che rimase delle organizzazioni socialiste si integrò nelle federazioni italiane esistenti in Francia, Svizzera, Austria, Belgio e nelle Americhe del Nord e del Sud, riuscendo nell’intento di avviare una discreta ripresa materiale e morale del Partito.
La nuova Direzione del PSI, che prendeva origine dalla maggioranza politica massimalista emersa durante il XIX Congresso del PSI tenutosi a Roma il 1-4 ottobre del 1922 con l'espulsione della frazione riformista, era composta da: Ugo Coccia segretario politico, Giorgio Salvi vicesegretario politico e segretario amministrativo, Giovanni Bordini, Siro Burgassi, Alfredo Masini, Gino Tempia residenti in Francia, Carlo Pedroni di Ginevra; Armando Baruzzi e Massimo Dante Lombardo di Zurigo. Il 10 dicembre 1926 rinasce l'Avanti!, con pubblicazione a scadenza settimanale, ridotto in un formato minimo ed usando dei modestissimi mezzi frutto delle offerte degli iscritti e dei simpatizzanti per permetterne l'uscita, ed il lavoro assolutamente gratuito dei suoi redattori, con redattore capo Ugo Coccia.
Si decise di mantenere in vita il partito «con la sua fisionomia, la sua tattica ed il suo programma», raccomandando di cessare ogni attività di tendenza, per «dedicarsi in favore dei compagni colpiti dal terrore fascista». Per quanto riguarda la lotta al fascismo, si dichiarò la volontà di operare «d'accordo con i partiti che agiscono sul terreno della lotta di classe».

#### La fine dei partiti e le prime ipotesi di unità socialista
Il primo partito ad essere sciolto dal regime fascista era stato il Partito Socialista Unitario (PSU) il 6 novembre 1925, che si era fondato il 5 ottobre 1922, un giorno dopo il XIX Congresso del Partito Socialista Italiano. Successivamente al provvedimento di scioglimento del PSU, l'allora condirettore dell'Avanti! Pietro Nenni propose alla Direzione del PSI di fare di nuovo posto nel partito ai riformisti, di richiamare all'Avanti! Claudio Treves, ricomponendo così l’unità fra tutti i socialisti. La Direzione, con l’eccezione di Giuseppe Romita, respinse la proposta di Nenni e questo, il 17 dicembre 1925, lasciò la direzione dell'Avanti! e l’esecutivo del PSI, fondando assieme a Carlo Rosselli la rivista Il Quarto Stato.

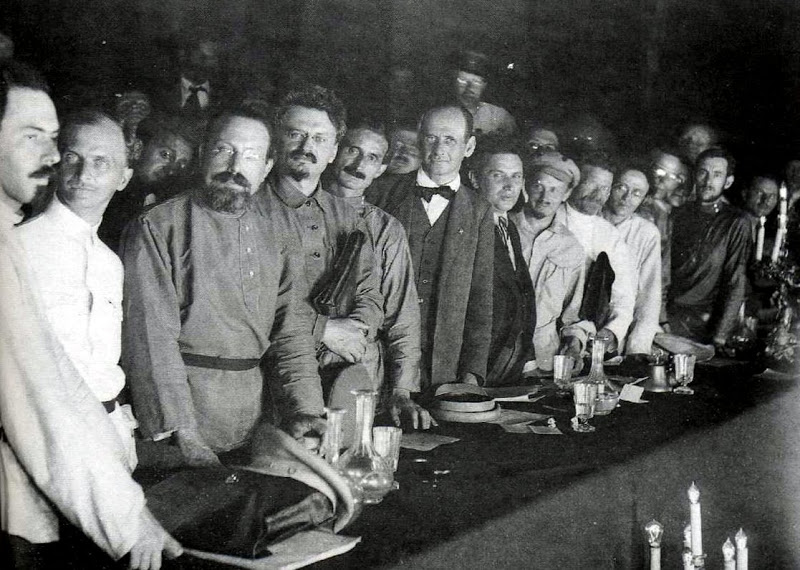
Delegati del II Congresso dell'Internazionale Comunista. Lev Trockij è il terzo da sinistra, mentre davanti a Trockij c'è Giacinto Menotti Serrati, assertore della fusione del PSI con il PCd'I.
Si scorgono inoltre Alfred Rosmer (Francia), Paul Levi (Germania), Zinov'ev, Bucharin e Kalinin. Mosca, 1920.

Pietro Nenni era in realtà contrario ad una fusione dei socialisti con i comunisti già sin dal gennaio 1923, quando apparse sull'Avanti! un articolo del capo redattore Nenni dal titolo La liquidazione del Partito Socialista?, in cui si considerava «una liquidazione sottocosto del PSI la fusione con il Partito Comunista d'Italia» progettata nel XIX Congresso di Roma (1° al 4 ottobre 1922). Nella stessa edizione del giornale, Giacinto Menotti Serrati, convinto assertore del Comintern e direttore in carica dell'Avanti!, pubblicò un articolo inneggiante alla fusione del PSI con il PCd'I. Sorse così un movimento antifusionista che si organizzò attorno ad un Comitato Nazionale di Difesa Socialista, costituito a Milano il 14 gennaio 1923, che occupò l’Avanti! ed elesse a capogruppo parlamentare Tito Oro Nobili, al posto del fusionista Francesco Buffoni. I fusionisti, dal canto loro, diedero vita al Comitato Nazionale Unionista.
Il partito socialista fu da allora diviso fra massimalisti autonomisti e fusionisti, cioè fautori dell'unità con i riformisti. Sulla questione della fusione avrebbe dovuto pronunciarsi un congresso convocato per il 14 novembre 1926, nel quale si dovevano fronteggiare tre mozioni:
- La prima, detta di Difesa Socialista, era espressione della maggioranza massimalista (Vella, Vernocchi, Momigliano, Nobili ed altri), contraria alla fusione col PSU, ma divisa sulla proposta di Arturo Vella di aderire al Bureau Internazionale d'Informazione dei Partiti Socialisti Rivoluzionari - cioè il futuro Bureau di Londra, costituitosi nel 1926 e con alla segreteria la massimalista Angelica Balabanoff;
- La seconda mozione, chiamata di Azione socialista (Bacci, Mazzali, Morigi, Valeri) era favorevole all’unificazione, ma su posizioni intransigenti di sinistra;
- La terza facente capo al Comitato per l’unità socialista nel PSI (Nenni, Romita, Amedeo, Schiavi, Viotto), era fortemente unitaria con il PSU.

C’era anche una quarta posizione, detta terzinternazionalista (Lazzari, Mancini, Clerici), favorevole all’adesione alla Internazionale Comunista, che non presentò mozioni, ma fece confluire i propri voti sulla mozione massimalista. Questa dialettica, che scaturiva dal tradizionale spirito libertario del partito, era del tutto inconcludente e inadeguata per fronteggiare con determinazione la situazione politica, caratterizzata da provvedimenti liberticidi che sancivano la fine delle libertà sindacali, l'illegalità della proclamazione dello sciopero e la soppressione dei consigli comunali elettivi, sostituiti da podestà di nomina governativa, facendo così iniziare la dittatura fascista. Intanto la disputa sulla fusione non produsse alcun risultato, in quanto il congresso non poté aver luogo.
Un appello all’unità proletaria contro il fascismo venne rivolto ai socialisti unitari, ai comunisti, ai repubblicani e agli anarchici dal Partito Socialista Italiano sull'Avanti! del 27 febbraio 1927, auspicando «la formazione di un forte fascio della classe operaia da contrapporre al fascio della borghesia al potere in Italia». Il Partito Comunista d'Italia si rifiutò, denunciando l'appello massimalista «una miserabile manovra di partito», mentre il Partito Socialista Unitario dei Lavoratori Italiani (PSULI) invitò i socialisti massimalisti ad entrare nella Concentrazione d’Azione Antifascista. Auspicando che in futuro la Concentrazione potesse accogliere anche i comunisti, che fino ad allora se ne erano esclusi, i massimalisti accettarono.

#### L'accordo tra le forze antifasciste

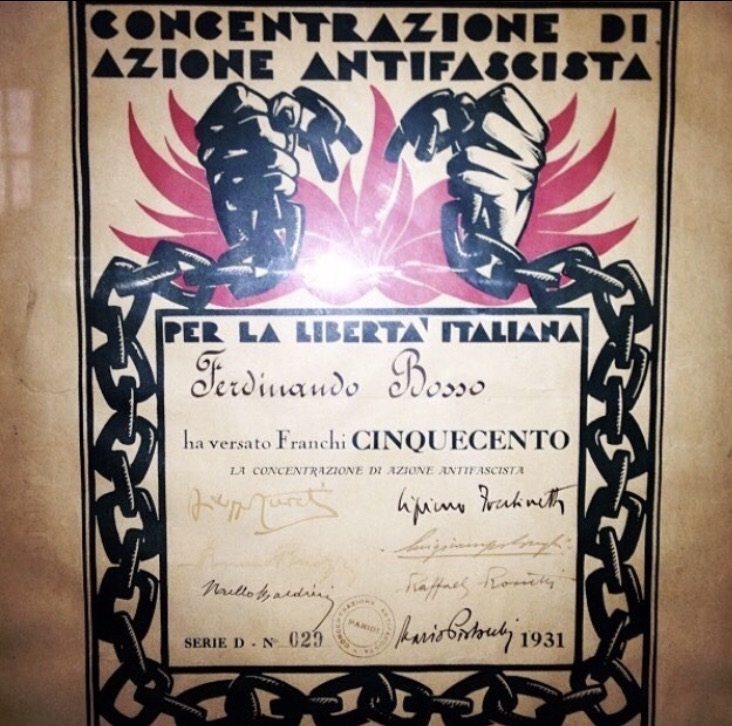
Tessera di riconoscimento della Concentrazione antifascista, anno 1931.

Il 27 marzo 1927 nacque a Parigi la Concentrazione d'azione antifascista, manifestatasi al pubblico con un appello firmato da Claudio Treves e Giuseppe Emanuele Modigliani per il PSLI, da Pietro Nenni e dalla rivoluzionaria ed oratrice poliglotta russa Angelica Balabanoff per il Partito Socialista Italiano - cui adesione a Concentrazione avvenne dopo un referendum fra i militanti, da Fernando Schiavetti e Mario Pistocchi per il Partito Repubblicano Italiano, da Bruno Buozzi e Felice Quaglino per la CGdL e da Alceste de Ambris per la Lega italiana dei diritti dell'uomo (LIDU). Lo scopo della Concentrazione era l'organizzazione delle forze italiane antifasciste - anche se ne rimasero fuori il Partito Comunista d'Italia e gli aderenti ai partiti non ricostituitosi in esilio come i liberali, i popolari ed altri, per mantenere il contatto con le masse italiane «nei loro movimenti di difesa sociale e di resistenza politica», affinché la riorganizzazione dell'antifascismo all'estero non riproducesse le antiche divisioni esistenti in Italia, prima dell'instaurazione della dittatura. Il 1º maggio 1927 nasce l'organo della Concentrazione, La Libertà.
A causa delle divisioni fra le forze che ne facevano parte, la Concentrazione, sin dai primi passi, rivelò però scarse capacità realizzatrici. Ottenne dei successi nella difesa degli emigrati in Francia, col sollecitare l'intervento della LIDU nell'assistenza ai colpiti (compresi i comunisti) dai provvedimenti polizieschi. Però era nullo da parte della Concentrazione il lavoro in Italia e per questo motivo i repubblicani, in particolare quelli di sinistra come Schiavetti, presero le distanze da essa pur senza dissociarsi. Sulla Concentrazione pesò l'autorità del gruppo dirigente del PSLI, che si impose quale mediatore dei contributi finanziari concessi dall'Internazionale operaia socialista, della quale era membro. Tra l'altro, questa circostanza alimentò l'opposizione della sinistra del PSI, che aveva i suoi punti di forza nelle sezioni di Vienne e in quella di Parigi, dove si era formato una frazione terzina favorevole all'ingresso dei socialisti nei Comitati Proletari Antifascisti, che erano una organizzazione del Partito Comunista d'Italia. Sempre per iniziativa della sinistra socialista, a Parigi, sorse Il nostro Avanti, conosciuto nell'ambiente antifascista come Il Piccolo Avanti.

### Verso la scissione

#### Il Convegno di Marsiglia
I contrasti sulla fusione si acuirono sul finire del 1927; e alle manovre fusioniste dell'area di Nenni, l'area di Angelica Balabanoff provò a controbattere con un espediente di procedura: Un mutamento di linea politica - e dunque una fusione con i socialisti riformisti del PSULI, avrebbe dovuto necessariamente essere sancito da un formale Congresso tenutosi in terra italiana, non da una rappresentanza emigrata del Partito Socialista Italiano. Intanto la Direzione socialista indisse un Convegno da tenersi il 15 gennaio 1928 a Marsiglia - il primo dei socialisti in esilio, per chiarificare i rapporti del Partito Socialista Italiano con il PSLI e con l'IOS. A questo convegno non partecipò Angelica Balabanoff, che in quel periodo era in Svezia a causa del suo incarico all'ufficio di segreteria del Bureau Internazionale d'Informazione dei Partiti Socialisti Rivoluzionari. Ma non partecipò neanche Pietro Nenni, secondo cui «sarebbe inutile partecipare ad un convegno in cui non si deve discutere, fino a quando non sarà possibile farlo in Italia». Il dibattito, a cui parteciparono 30 delegati, superò la pretesa della Direzione di limitare la discussione al solo campo organizzativo; tutti i partecipanti, massimalisti, fusionisti o terzinternazionalisti favorevoli al fronte unico con i comunisti, avevano voglia di discutere e di deliberare, tanto che apparsero le mozioni: quella del Comitato di Difesa (massimalista), quella di Filippo Amedeo (fusionista), ed altre votate nelle diverse federazioni, tra cui Londra e Zurigo.
Il Convegno si concluse con un voto a maggioranza che sanzionava il comportamento della Direzione, ma raccomandava «l'unità d'intenti e d'azione di tutto il Partito per il fiancheggiamento della lotta che i compagni d'Italia conducono contro il regime della dittatura fascista» e dava mandato «alla Direzione del Partito di colpire con inflessibile energia compagni, sezioni e federazioni che non osservino con leale disciplina i doveri tracciati dal Convegno». Inoltre tutti i partecipanti all'assemblea ammisero l'impossibilità di tenere viva una organizzazione di partito in Italia.
Queste conclusioni furono accolte negativamente da chi si era apertamente dichiarato per la fusione con il PSLI. La Direzione si riunì poco tempo dopo (il 19 febbraio 1928), eleggendo Angelica Balabanoff nuova segretaria politica, coadiuvata da un Comitato Esecutivo composto da Giorgio Salvi, Giovanni Bordini, Siro Burgassi e Ugo Coccia, il quale ultimo affiancherà Pietro Nenni nell’Esecutivo della Concentrazione antifascista. La Direzione fu integrata con tre nuovi componenti: il massimalista di sinistra Carlo Marchisio, organizzatore della sezione di Lione, il fusionista Filippo Amedeo, ex sindacalista ed ex deputato di Torino, e il massimalista Franco Clerici, già membro della Direzione del PSI nel 1921.

#### L'appello all'unità rivoluzionaria
Queste vicende non furono gradite a quanti erano convinti dalla necessità di potenziare l’Internazionale operaia socialista. Tra questi vi era il Grande Oriente di Parigi, che stando a quanto si asserisce in un comunicato confidenziale del Ministero dell'interno italiano delibera di premere sugli esponenti socialisti, affinché si giunga alla fusione dei due partiti «generalmente non facenti parte della Massoneria», che del suo appoggio «hanno bisogno quotidianamente per ragioni di lavoro e per protezione politica», e non possono non considerare come «un invito perentorio» un desiderio della gran Loggia. L'intervento del Grande Oriente, che aveva grande influenza nella vita politica francese, fu probabilmente determinato da fattori di politica internazionale quali le minacce di crisi accennate nel discorso che fece Benito Mussolini il 5 giugno 1927, e che raccomandò un potenziamento dell'IOS anche fra l'emigrazione italiana.
Nel febbraio 1928, oltre al rinnovo degli organismi dirigenti, la direzione del PSI deliberò un manifesto che costituiva un appello all'unità della sinistra rivoluzionaria in cui «si attaccavano le due grandi illusioni maturate con la guerra in seno al proletariato: l’illusione collaborazionista e quella bolscevica», pretendendo la liquidazione delle due internazionali operaie (l'IOS e il Comintern), per ricostituire l'unità proletaria internazionale degli anni di prima dalla Grande Guerra. Gli avversari all'appello passarono risolutamente all'azione cominciando a premere sugli esitanti. Nenni criticò apertamente la direzione, ed a lui si associò Amedeo Clerici da Vienna e Ugo Coccia. Quest'ultimo, quando la Direzione d’autorità dichiarerà chiusa ogni discussione sulla fusione coi riformisti abbandonerà la direzione dell'Avanti!, che il 12 agosto 1928 verrà assunta dalla stessa segretaria politica Angelica Balabanoff. Il 3 febbraio 1929 la Balabanoff scrisse in un articolo sul glorioso organo socialista:
La maggioranza autonomista impose la cessazione del dibattito sull'unità socialista e prese provvedimenti disciplinari, poiché si manifestarono ribellioni nei Convegni federali. La polemica dentro al PSI si fece rovente, divenendo inarrestabile e diffondendosi anche fuori dei confini della Francia, in particolare nella Federazione socialista italiana della Svizzera, che a Zurigo pubblica L'Avvenire dei lavoratori, allora sostenitore delle posizioni unificazioniste. Volarono colpi bassi e Nenni fu accusato di essersi lasciato avvicinare da «persona inviata appositamente dall'Italia» per proporgli il ritorno, da compensare con un’alta carica nei sindacati fascisti. Di tutto questo ne approfittò la polizia fascista che riuscì ad infiltrare due agenti nella sezione del PSI parigina.
Altro motivo di dissidi all'interno del partito era il ruolo della Concentrazione: la Balabanoff accusò i riformisti, che detenevano il potere nell'associazione - come anche i soldi dell'IOS, di mantenerla inerte. Angelica Balabanoff mirava ad una soluzione unitaria più ampia, nel quadro di una linea politica dell'unità di tutto il movimento operaio, ma senza rompere con la Concentrazione.

#### Il Convegno di Grenoble e la scissionefusionista
Così i fusionisti crearono il Comitato per l'unità socialista facendo proprie le Tesi sull'Unità di Pietro Nenni, con cui si schierarono anche i fautori delle mozioni firmate da Ugo Coccia e da Amedeo Clerici. Inoltre Nenni chiese un regolare congresso. La direzione, sotto protesta degli oppositori che opponevano la minaccia di un'autoconvocazione da parte delle federazioni ribelli, rinviò un Convegno che era stato fissato per il 6 gennaio 1930 e che si doveva occupare solo di problemi organizzativi. La direzione rispose impiegando l'arma dell'espulsione - ne furono colpiti 58 militanti. Si arrivò così al 16 marzo in uno stato di tensione, dove a Grenoble ebbero luogo due distinte assemblee:
- I fusionisti, capeggiati da Coccia e Nenni, si riunirono al "Café Rivoire", dove il dibattito si prolungò fino al mattino del 17 marzo. Venne eletta una Direzione composta da Antonio Bianchi, Franco Clerici, Ugo Coccia, Mario Gabici e Pietro Nenni, designato segretario e direttore de L’Avvenire dei Lavoratori di Zurigo - che dal 22 marzo 1930 si intitolerà Avanti!, suscitando la contestazione della frazione di sinistra.
- Mentre i massimalisti autonomisti si incontrarono al "Belle Donne", diretti da Angelica Balabanoff che verrà rieletta segretaria politica, ed eleggendo una nuova Direzione composta da Sigfrido Ciccotti, Carlo Marchisio, Oreste Mombello, Pietro Refolo, Giorgio Salvi (vicesegretario e segretario amministrativo) e Gino Tempia e nominando i "fiduciari direzionali" delle Federazioni, formati da operai convinti e intensificando i rapporti con i socialisti in America Latina[2].

Ambedue le frazioni sostenevano di avere la maggioranza nel partito, avendola ottenuta i fusionisti a Zurigo, a Londra e a Marsiglia, mentre la sinistra diceva di avere i tre quarti degli iscritti. Quando in una riunione di poche persone i fusionisti accertarono che la direzione non intendeva ritirare i provvedimenti di espulsione e respinse una mozione fusionista, decisero di non presentarsi alla Bourse du Travail, dove era la sala concessa per il Convegno. Si consumò così l'ennesima scissione del Partito Socialista Italiano, mentre una ennesima pattuglia di massimalisti terzini visitò le due assemblee politiche, per annunciare la propria adesione al Partito Comunista d'Italia.

#### La disputa sull'Avanti! e sul nome del partito
Difficili da quantificare sono i numeri della scissione; al di là delle affermazioni, probabilmente di parte, dei contemporanei coinvolti nei fatti come anche degli storici. I due partiti si richiameranno tuttavia ambedue alla medesima tradizione del Partito Socialista Italiano, di cui entrambi si dichiararono i legittimi eredi e continuatori. Nella disputa che seguì per l'organo socialista Avanti!, Pietro Nenni, il designato segretario e direttore responsabile de L'Avvenire dei lavoratori pubblicato a Zurigo, lo intitolerà Avanti! il 22 marzo 1930. Costringendo così Angelica Balabanoff ed il suo partito a ricorrere alla giustizia per dei procedimenti legali; la quale ordinò il ripristino del titolo L'Avvenire dei lavoratori riconoscendo così i diritti sull'Avanti! ai massimalisti, che pubblicheranno il giornale fino al 1º maggio 1940, la data dell’ultimo numero. Nenni ritenterà ad impossessarsi dell'Avanti! nel 1934, a Parigi. Il tribunale locale imporrà però il cambio del nome alla testata giornalistica edita dal PSI-IOS, che assumerà così la denominazione il Nuovo Avanti (senza punto esclamativo).
Segno evidente della disputa tra i due partiti sulla vecchia sigla PSI erano le tessere socialiste rilasciate in esilio dalla frazione di Pietro Nenni, dal 1931 fino alla formazione del primo PSIUP, riportanti la dicitura Partito Socialista Italiano-Sezione dell'Internazionale operaia socialista (o PSI-IOS). Mentre le tessere rilasciate dai socialisti massimalisti, che giuridicamente detenevano i diritti sul vecchio nome, riportavano la semplice sigla Partito Socialista Italiano, oggi storiograficamente completata dall'appendice "massimalista", cioè Partito Socialista Italiano (massimalista) o PSIm. Queste circostanze suggeriscono l'area di Angelica Balabanoff maggioritaria rispetto a quella di Nenni.
L'Avanti! massimalista non mancò di attaccare duramente Nenni: «Repubblicano, guerraiolo arrabbiato, fascista, comunisteggiante, riformista, egli è un poco la riproduzione – in proporzioni ridotte – di Mussolini».

### Alla ricerca di una linea politica

#### L'allontanamento dalla Concentrazione e dalla CGdL
Dopo la scissione fusionista, il PSI massimalista incominciò ad allontanarsi dalla Concentrazione antifascista. Il motivo ufficiale era che la Direzione non accettava che l'organo direttivo della Concentrazione ponesse i due soggetti usciti da Grenoble sullo stesso piano. La verità era che la guida del partito era sfuggita di mano alla segretaria, sempre più impegnata nel Bureau Internazionale d'Informazione, passando nelle mani della sinistra; spostamento favorito dalla grande depressione del 1929, che indusse molti settori del movimento operaio a credere che il sistema capitalistico stesse per crollare. Sotto l'egemonia della sinistra interna, il PSIm si distaccò ed uscì dalla concentrazione, ritenendo non fosse il posto adatto per forze autenticamente rivoluzionarie. Inoltre il partito decise di uscire dalla CGdL riformista di Bruno Buozzi, intenzionato ad entrare nei Sindacati Rossi formati dai comunisti.
La frazione fusionista di Pietro Nenni, nel frattempo, operò la confluenza della propria componente nel nuovo partito, in un congresso passato alla storia come il XXI Congresso o il Congresso dell’Unità, svoltosi nella Casa dei Socialisti francesi dal 19 al 20 luglio 1930, a Parigi. Alla presenza dei rappresentanti di molti partiti socialisti esteri, i delegati erano 47, in rappresentanza di 1017 iscritti per i massimalisti fusionisti e altri 50, in rappresentanza di 811 iscritti, per gli ex PSULI. Nenni, assieme a Giuseppe Saragat, svolse un'operazione intesa a liquidare «tanto il riformismo quanto il massimalismo», e ad instaurare un «socialismo rigorosamente marxista e democratico, adottando come strumento la lotta di classe e come fine la liberazione dell’umanità da ogni servitù economica e politica», portando in seguito il partito ad affiliarsi all'IOS. Il nome scelto per il partito unificato era Partito Socialista Italiano-Sezione dell’Internazionale operaia socialista.
Nel 1931, per divergenze interne, si allontanò dal partito Guido Salvi, vicesegretario politico PSIm, segretario amministrativo e titolare della proprietà dell'Avanti!. Anche l'amministratore del giornale Giuseppe Andrich si dimise, mentre che l'Avanti! e il partito versavano in serie difficoltà economiche, tanto da non poter più garantire l'uscita tre volte al mese. Nel clima di attacchi da parte del PCd'I, che in quel periodo stava portando avanti la linea politica Comintern del “socialfascismo”, venne convocato il terzo Convegno generale del Partito Socialista Italiano (massimalista) all’estero, per i giorni 27 e 28 marzo 1932, a Lione.

#### Tra identità ideologica e politica del Fronte Unico

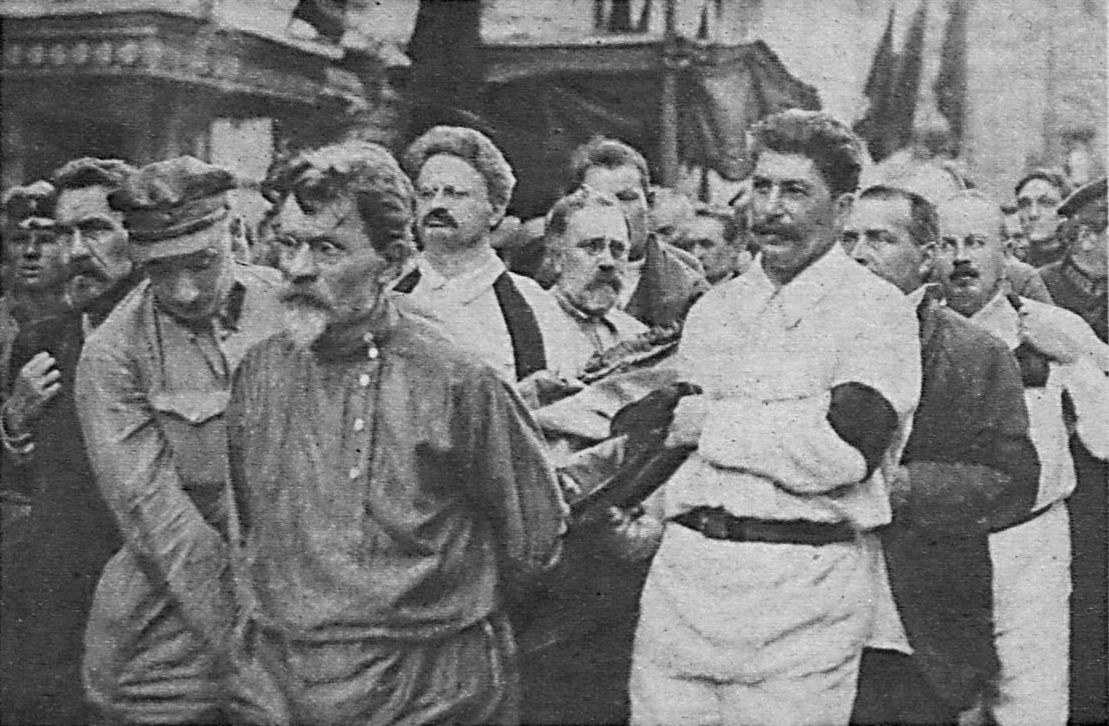
La ultima apparizione in comune della vecchia guardia del Partito bolscevico ai funerali di Feliks Dzeržinskij il 30 aprile 1926. Tra Kalinin, Kamenev e Bucharin si scorgono i due acerrimi rivali Stalin e Trockij.

Al convegno PSIm di Lione presero parte una sessantina di delegati dibattendo sul tema lotta antifascista e rapporti con le altre organizzazioni all’estero. Venne approvata l'uscita dalla LIDU, confermata l’uscita dalla CGdL di Buozzi, e si propose l’entrata nei Sindacati Rossi - proposta infine bocciata dalla maggioranza dei delegati, che approvarono invece la partecipazione del PSIm ad un fronte unico con i comunisti. Altro avvenimento importante del 1932 fu la morte di Filippo Turati e quella di Ugo Coccia, la quale rafforzò all’interno del PSI-IOS la posizione e il ruolo di Pietro Nenni e di Giuseppe Saragat. In un quadro internazionale turbolento, i comunisti parlavano di rivoluzione mondiale, mentre i socialisti (anche il PSIm) erano attratti dal movimento impresso da Lev Trockij alla polemica contro Stalin. Intanto l'ascesa al potere del NSDAP in Germania portò i comunisti ad avviare trattative con gli altri partiti di sinistra, ed emerse che: «i comunisti hanno riconosciuto il fallimento dei tentativi di unità dal basso e son disposti a formare un comitato consultivo per intese sull’azione da svolgere in Italia e all’estero».
Pochi giorni dopo si aprì il XXII congresso del PSI-IOS (Marsiglia, 17-18 aprile 1933). Un invito fu rivolto al PSIm a ricostruire l’unità socialista nell’IOS, mentre si reclamava quella proletaria con i comunisti, respingendo però la concezione bolscevica del potere, che avrebbe conseguenza fatale la «dittatura e il terrorismo, e, almeno nei nostri paesi, lo schiacciamento del proletariato».
Il 4 e 5 giugno 1933, al quarto Convegno del PSIm, la Direzione indicò quali cause principali della vittoria del fascismo e del nazionalsocialismo non soltanto l’incomprensione dei due fenomeni da parte della Seconda e della Terza Internazionale, ma anche l’avere paralizzato con i «dissensi e le lotte fratricide l’azione delle masse, distruggendone in pari tempo la fede nell’avvenire rivoluzionario». Si cercò di stimolare i compagni tirando un bilancio positivo, dicendo dei successi avuti negli sforzi per attuare l’unità sindacale e di classe fra gli italiani emigrati, e dandosi il merito di avere associato i partiti aderenti al Bureau Internazionale d'Informazione con l’appello all’unità rivolto alle due internazionali.
In Direzione si formò una corrente intermedia la quale poneva, come compito del partito, il «realizzarsi una intesa sincera e fattiva delle organizzazioni proletarie, onde con una comune azione rivoluzionaria possa essere ridata alle classi sfruttate la fede nel proprio divenire rivoluzionario e la forza necessaria per riconquistare le libertà perdute e per opporre alle velleità imperialiste delle classi dirigenti la lotta per la trasformazione della società capitalista in società socialista (guerra alla guerra fra i popoli)». Si raccomandava «l’astensione da tutto ciò che è atto a rompere i contatti che si vanno faticosamente stabilendo fra gli aderenti a diverse tendenze del movimento operaio», pur ponendo in evidenza la necessità «di denunciare all’opinione pubblica proletaria tutti gli atti di settarismo tendenti a stabilire una supremazia di un indirizzo politico a scapito di altri, e di dividere così le forze del proletariato». Il dibattito si incentrò particolarmente sul tema dei rapporti con il PCd'I e sul Fronte Unico coi comunisti, proposta che venne approvata. Segretaria fu confermata la Balabanoff - come anche direttrice dell'Avanti!, e Dino Mariani vicesegretario.
Malgrado l'IOS e i suoi partiti fossero considerati dal PSI massimalista l'Internazionale della guerra e del riformismo collaborazionista, covo dei socialsciovinisti - come non erano poche le riserve anche nei confronti del Comintern, erano proprio questa "elasticità" collaborativa, o per quasi dire tolleranza o spirito d'intesa verso altre tendenze del socialismo rivoluzionario organizzatesi nel Bureau di Londra, a sorprendere. Là dove Lev Trockij aveva accusato di resa al centrismo quando la destra e la sinistra comunista di Spagna si fusero nel POUM, per i massimalisti italiani sembra sia stato chiaro si trattasse di ricostituzione dell'unità proletaria.

#### Le conferenze della sinistra socialista
Il 19 giugno 1933 - sotto l'ombra dell'avvento al potere in Germania di Adolf Hitler, venne tenuta a Bruxelles una Conferenza mondiale di tutte le organizzazioni operaie non aderenti né al Comintern e né all'Internazionale operaia socialista, dove si costituì un comitato permanente. In occasione di questa conferenza, Angelica Balabanoff dichiarò: «Il socialismo riformista alla Nenni e compagni ha fatto fallimento completo. Solo l’unità di tutti i proletari potrà impedire un ulteriore estendersi dei movimenti fascisti!». Seguì una Conferenza a Parigi il 27 e il 28 agosto, dove si radunarono i rappresentanti di 14 organizzazioni marxiste, e dove si fronteggiarono tre posizioni diverse:
- Quella del Partito Laburista (DNA) e del Partito di Unità Proletaria (PUP), che collocandosi nella tradizione dell’Internazionale di Vienna ritenevano che qualsiasi azione comune con l’Internazionale Comunista fosse impraticabile, e si pronunziarono per la riunificazione del movimento operaio attraverso la socialdemocrazia.
- Una posizione intermedia, difesa tra l'altro dall'Independent Labour Party britannico, che privilegiava una futura alleanza con il Comintern.
- Mentre altre organizzazioni - tra le quali il PSIm - giudicarono falliti sia la IOS controllata dal riformismo che il Comintern asservito all'URSS, deducendone però conclusioni estremamente diverse; le più estreme furono dedotte dal Partito Socialista dei Lavoratori della Germania, dal Partito Socialista Indipendente (Paesi Bassi) e dal Partito Socialista Rivoluzionario dei Paesi Bassi, come anche dalla Opposizione di sinistra, che sottoscrissero un manifesto a favore di una nuova Internazionale proletaria ed erano per la fondazione di nuovi partiti comunisti: la «Dichiarazione dei quattro»[31]. Pur riconoscendo il fallimento delle due principali forze politiche internazionali del movimento operaio, il Partito Comunista (SKP) Svedese, la Federación Comunista spagnola ed il Partito Socialista Laburista Indipendente (NSPP) polacco rifiutarono invece di imboccare la strada di una nuova internazionale.

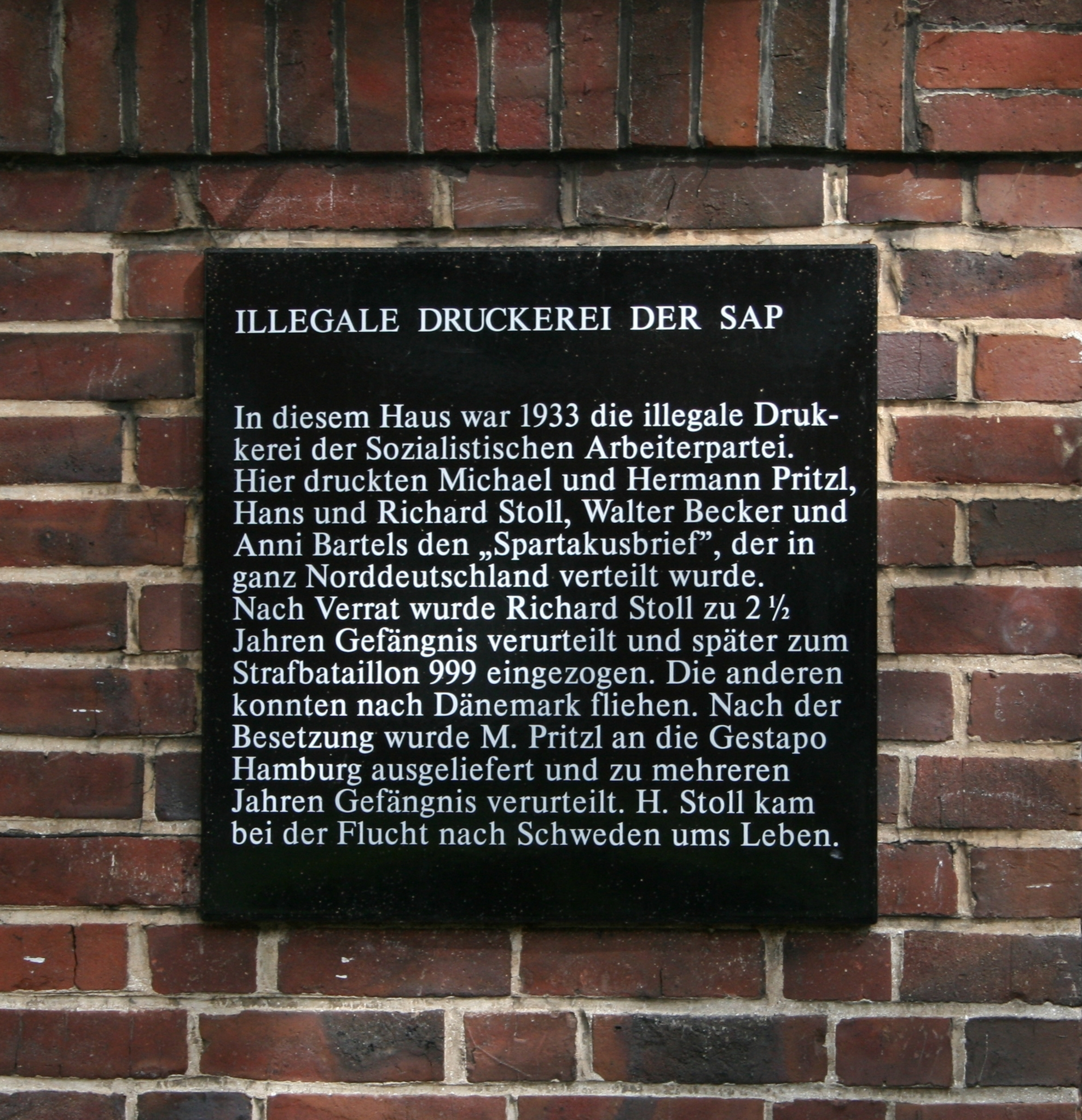
Targa commemorativa della tipografia illegale del Partito Socialista dei Lavoratori della Germania, partito cofirmatario della «Dichiarazione dei quattro».

Tra gli scarsi risultati della Conferenza di Parigi, vi era la proposta del boicottaggio della Germania, ed il pronunciamento di un congresso mondiale «rappresentativo di tutte le organizzazioni operaie del mondo che accettano come base la necessità della lotta per realizzare il socialismo». Data l’eterogeneità dei punti di vista dei partecipanti alla conferenza, nessuna decisione comune poté essere adottata sulla questione della nuova Internazionale. La partecipazione del PSIm alla Conferenza stessa, dove si criticarono i comunisti in ordine al Fronte Unico e ai comitati contro la guerra, irritò fortemente il PCd'I, che cominciò a polemizzare con il PSIm. In seguito ci fu una politica di riavvicinamento ai riformisti, che causò una polemica interna, in cui intervennero le varie federazioni e sezioni, che costrinsero la Direzione a riunirsi per inviare una risposta alla Direzione comunista e un’altra al Comitato di Fronte Unico contro il fascismo e la guerra. Lì si riaffermò il diritto del PSIm a criticare gli errori compiuti dalle due Internazionali, di prendere contatti con le altre correnti politiche per tentare di raggiungere l’unità sindacale, e di invitare i trotzkisti e tutte le altre tendenze politiche del proletariato per discutere.

#### La circolare ai compagni d'Italia
I fatti avuti luogo in Spagna a partire dalle elezioni del 1933, con l'affermarsi della Confederazione Spagnola delle Destre Autonome (CEDA), la costituzione della coalizione governativa tra la CEDA e i radicali nel governo di Alejandro Lerroux, le insurrezioni guidate dai sindacati anarchici scoppiate in tutta la Spagna che innescarono lo sciopero generale voluto dai sindacati di sinistra il 5 ottobre 1934 e culminarono nei moti che nelle Asturie assunsero un carattere rivoluzionario, convinsero Angelica Balabanoff che fosse giunto il momento di riprendere contatto con i socialisti in Italia. Un comitato a due tra Dino Mariani e la segretaria politica tentò l'invio di un messaggio diretto ai fiduciari residenti in Italia e ai segretari delle sezioni all'estero. Il messaggio, composto da sette pagine divise in due documenti, constatava:
- che il fascismo è riuscito «a polverizzare spiritualmente le masse, a terrorizzarle, a disorientarle ed a precipitarle nell'indifferentismo e nella passività in larga misura»
- si affermava che «l'azione del Partito deve proporsi l'obiettivo di suscitare, innanzi tutto, un movimento di massa attorno a rivendicazioni immediate, mediante un lavoro che deve essere svolto all'interno delle "istituzioni operaie fasciste"»
- si assegnava all'azione socialista, quale criterio generale, quello di «creare un dinamismo che abbia come soggetto le masse o che sia capace di conferire direttamente quest'attitudine alle masse»: mezzo, il Partito «organizzato in gruppi di avanguardie rivoluzionarie»
- la circolare poneva in guardia contro gli "intransigentisti", i quali affermano nulla esserci se non «conservare intatta la coscienza nel foro inferiore»
- e contro i "visionari attivisti", che parlano di sciopero generale e d'insurrezione armata, dando per barcollante il regime fascista e contro quanti attendono per operare «un allargamento sufficiente nelle maglie della dittatura»

La seconda parte della circolare indicava i temi della propaganda da promuovere richiamando l’attenzione degli attivisti sulla corrente attiva in mezzo alla gioventù fascista, che «prende sul serio le diavolerie dell’arsenale fascista e crede alla funzione antipadronale ed anticapitalistica delle corporazioni». Infine si assicurava i socialisti in Italia che la Direzione del PSI non intendeva imporre direttive politiche e tattiche ai gruppi italiani, né un controllo organizzativo dittatoriale. Inoltre si affermava che il programma avrebbe dovuto essere rielaborato in rapporto alle esigenze che si sarebbero rilevate con lo sviluppo del movimento in Italia.

#### Il Convegno di Saint-Ouen
Intanto il PSIm convocò in data 30 e 31 dicembre 1934 il suo Convegno generale nel municipio di Saint-Ouen. Erano presenti 52 delegati, con Dino Mariani incaricato di introdurre il dibattito - che fu vivace, pubblicando un articolo su l'Avanti il giorno dell’apertura dell’assemblea, il 30 dicembre. Mariani incolpò delle vittorie conseguite dalla reazione in Italia e altrove la divisione prodottasi nel movimento operaio e socialista per mano dei settori di destra e di sinistra, tra i dirigenti socialdemocratici e comunisti, e parlò della necessità di unire la classe operaia sia sul terreno sindacale, sia su quello politico. Condannando il rifiuto opposto alla domanda del PSIm di essere ammesso al patto di unità di azione, Mariani invitò i compagni ad insistere nel chiedere l’unità proletaria «su principi chiari». La mozione che riassumeva i lavori conteneva una coraggiosa difesa della rivoluzione russa, ma contemporaneamente anche una severa critica del comportamento antiunitario dei dirigenti del Comintern, e terminava indicando i punti del programma che il Partito si dava per l’immediato futuro.
Nel Partito Socialista Italiano-Sezione dell'IOS invece, già sin dal Congresso di Marsiglia del 1933 si fece strada tra i quadri l’idea di un nuovo rapporto con i comunisti. Il 17 agosto 1934, questo processo di avvicinamento tra il PSI-IOS e il Partito Comunista d'Italia, culminò nella stipulazione di un Patto di unità d’azione - escludendo tuttavia il PSIm. Per i socialisti firmarono Pietro Nenni e Giuseppe Saragat, cui riserve di quest'ultimo nei confronti dei comunisti vennero mantenute sul piano ideologico, ma superate su quello politico; essendo considerata assolutamente prioritaria la lotta unitaria contro il comune avversario fascista. Tutto questo mentre le azioni per il Fronte Unico sembravano non procedere bene, visto che nella Internazionale operaia socialista si presentavano resistenze all'azione comune. Secondo Pietro Nenni, la sola collaborazione attuabile sarebbe stata quella sul piano sindacale; mentre dai comunisti, «il PSI-IOS fu invitato ad un’autocritica per l’errato comportamento nei confronti degli alleati».

### L'ipotesi della nuova Internazionale proletaria

#### La Conferenza di Parigi
Nel febbraio 1935 si tenne a Parigi una Conferenza dei partiti socialisti di sinistra nell'ambito del Bureau di Londra, durante la quale si scontrarono due distinti orientamenti politici: Uno che intendeva «lavorare per l’unità della classe operaia», ed un altro che voleva impegnarsi «per l’unità rivoluzionaria della classe operaia, la quale non avrebbe potuto essere realizzata dalle due internazionali esistenti - l'IOS e il Comintern, considerate fallimentari»; per cui sarebbe stato necessario creare un nuovo organismo internazionale.
L'unità dei partiti che nel giugno 1933 avevano sottoscritto la «Dichiarazione dei quattro» proclamante «la costituzione di una nuova Internazionale proletaria e di nuovi partiti comunisti», fu tuttavia incrinato dal fatto che il Partito Socialista dei Lavoratori della Germania e il Partito Socialista Indipendente dei Paesi Bassi, sin dall’inizio, votarono a favore delle risoluzioni sulla ricostruzione del movimento operaio mondiale, senza avanzare la prospettiva di una nuova Internazionale proletaria e conseguentemente mantenendo la propria affiliazione alla Internazionale Arbeitsgemeinschaft (IAG) - un organismo del Bureau di Londra, che l’Opposizione di sinistra definiva “centrista”. Inoltre tra il SAP e il movimento trotskista c'erano divergenze di veduta circa i metodi di costruzione della una nuova Internazionale: Per il SAP questo avrebbe dovuto avvenire attraverso un lungo processo di maturazione dell’avanguardia del movimento operaio; mentre per i trotskisti occorreva selezionare da subito e su scala mondiale un’avanguardia delimitata sulla base di un programma ben preciso, spiegando la necessità di tale lavoro di costruzione.
Il dibattito alla Conferenza sulla nuova Internazionale divise il PSIm, che vide parte della sua Direzione attorno alla Balabanoff favorevole, ed un gruppo attorno a Dino Mariani contrario. Il partito aderì però alla proposta presentata dal SAP che, prevedendo una lunga durata del fascismo in Germania e in Italia e un orientamento delle masse a sinistra, consigliava di «facilitare, aiutare le correnti di sinistra socialdemocratiche» in Germania e in Austria, esortando a difendere le libertà democratiche dando sviluppo a una politica attiva negli altri paesi.

#### La politica dei Fronti Popolari

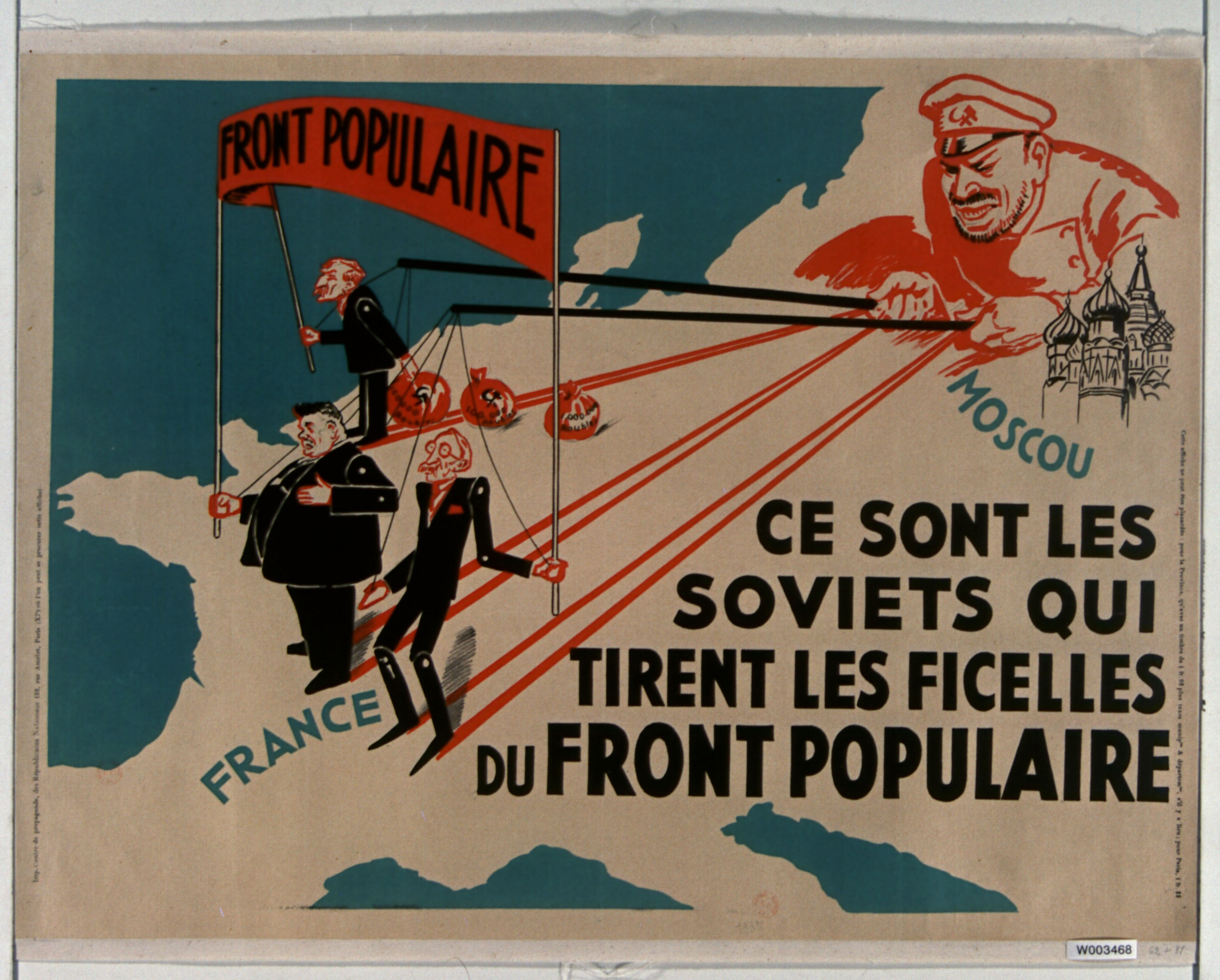
"Sono i sovietici a tirare i fili del Fronte Popolare"; manifesto dei Repubblicani Nazionali per le Elezioni francesi del 1936.

Nel luglio del 1935, contemporaneamente alla svolta frontista del Comintern nel suo VII Congresso (25 luglio - 20 agosto 1935), il Partito Comunista Francese e la Sezione Francese dell'Internazionale Operaia, insieme ad altri piccoli gruppi della sinistra francese, costituirono il Fronte Popolare. Si inaugurò così la linea politica dei Fronti Popolari, ripresa nello stesso periodo storico tra l'altro anche dal SAP in Germania.
Il gruppo PSIm attorno a Dino Mariani aderì intanto all'invito fatto dal Partito Comunista d'Italia e dal PSI-IOS a partecipare al Congresso degli italiani all’estero, mentre all’interno del PSIm crescevano delle sollecitazioni tra un gruppo di militanti per una fusione del PSIm con il PSI-IOS.
La Direzione del PSI-IOS riunitasi a Parigi il 14 e 15 luglio 1935, approvò una mozione che impegnava il Partito a consacrarsi alla «realizzazione di uno degli obiettivi principali dei lavoratori: un solo Partito, una sola organizzazione sindacale, una sola Internazionale», a sostenere la causa della pace e, nel caso di un’aggressione all'Unione Sovietica, a «difendere la Russia senza compromissioni di alcuna sorta con alcun imperialismo», stipulando un manifesto comune con i comunisti «per volgere la guerra nella disfatta del fascismo e nella vittoria della rivoluzione popolare, per un'Italia socialista».
Dentro al PSI-IOS si stavano manifestando delle resistenze al Patto d'unità d'azione con il PCd'I. Tanto che Pietro Tresso e Nicola Di Bartolomeo, esponenti della Nuova Opposizione Italiana (NOI), affermarono che «il Fronte popolare comportasse la capitolazione nelle mani di Stalin», affermando «necessaria la costituzione di una Quarta Internazionale». Intanto avvenne l'inaugurazione della tattica entrista da parte di Lev Trockij: Con questa, il rivoluzionario russo intendeva «conquistare per trasformarli in "partiti marxisti rivoluzionari" - o per distruggerli», i partiti da lui considerati "centristi", prospettando una lunga battaglia in cui bisognava chiarire, acuire le contraddizioni in questi partiti, per provocare una loro differenziazione interna.
La NOI, fondata da un gruppo d'opposizione nel Partito Comunista d'Italia in dissenso con la linea politica adottata dal partito in seguito alla svolta del cosiddetto Terzo Periodo, fu espulsa durante il Comitato Centrale del 9 giugno 1930, in cui si accusò l’opposizione di «essersi messa in contatto con i trotskisti, di aver condotto una campagna calunniosa contro il partito, e di avere una "errata valutazione delle prospettive del regime fascista"», divenendo la sezione italiana della Opposizione di sinistra internazionale, successivamente entrata nel PSI-IOS.
Il dibattito interno al PSIm circa la necessità di una nuova Internazionale proletaria registrò la corrente di Angelica Balabanoff favorevole alla proposta trotskista, per cui il partito accettò due incontri con gli esponenti NOI dissidenti del PSI-IOS, avuti luogo nel settembre del 1935.

#### Il Comitato d’Intesa con la Sinistra comunista
A fine ottobre del 1935 ebbe luogo a Bruxelles una riunione tra Alessandro Consani per il PSIm con dei dirigenti della Frazione di sinistra del PCd'I. Il 5 novembre seguì un incontro tra Consani, Dino Mariani, Nicola Di Bartolomeo (Fosco) ed altri esponenti trotskisti, per la loro ammissione al partito. Cinque giorni dopo si ebbe un ulteriore incontro, al quale prese parte il trotskista Mario Bavassano, e nel quale si convenne di costituire un Comitato d’Intesa, facendo pressione su Pietro Tresso, Alfonso Leonetti, Paolo Ravazzoli ed altri esponenti della NOI, affinché aderiscano al PSIm.
La Direzione del partito, in vista della partenza di Angelica Balabanoff per gli Stati Uniti, redistribuì gli incarichi: alla Balabanoff coadiuvata da Giuseppe Andrich i rapporti internazionali, a Santo Semeraro quelli con le federazioni esterne alla Francia, a Siro Burgassi i legami relativi al Fronte Unico, mentre Dino Mariani diventò il segretario effettivo, non potendo Angelica Balabanoff guidare il partito da New York.
Scoppiò nel frattempo una polemica di Alessandro Consani, un dirigente massimalista che successivamente si rivelò essere stato un agente provocatore e spia al servizio dell'OVRA, nei confronti di Dino Mariani, nel corso della quale quest'ultimo - per via del suo carattere modesto, consapevole dei propri limiti e nella dedizione assoluta alla causa che non si sentiva di ostacolare - si dimise da buona parte delle proprie cariche dentro al PSIm.

### La rappresentanza armata nella guerra civile spagnola

#### Vittoria delle sinistre in Spagna e colpo di Stato

La bandiera del Fronte Popolare.

Le elezioni in Spagna del 16 febbraio 1936 furono vinte dal Fronte Popolare (Frente Popular) con 4.176.156 voti e 276 deputati contro i 3.783.601 voti del Fronte Nazionale con 132 deputati. Fin dai primi giorni dopo la vittoria del Fronte Popolare, i contadini iniziarono ad occupare le terre dei proprietari, e nelle città gli attivisti di sinistra cominciarono a richiedere l'amnistia per i detenuti. A Oviedo le carceri furono aperte e i detenuti posti in libertà. Questo accese le speranze tra gli antifascisti esuli, che pensarono al modo di farsi attivi in Italia.
Un gruppo di ufficiali tentò tuttavia di rovesciare il governo del Fronte Popolare tramite un colpo di Stato militare. La sollevazione si attivò tra il 17 e il 18 luglio 1936, e anche se la ribellione avrebbe dovuto essere destinata alla stregua di un "rapido colpo di Stato", il governo repubblicano fu in grado di mantenere il controllo della maggior parte del paese. Dopo che l'Italia fascista di Mussolini e la Germania nazista di Hitler violarono l'embargo inviando truppe e mezzi in supporto ai golpisti, ne seguì una guerra civile.

#### L'impegno militare massimalista nel POUM
Sotto il motto lanciato da Carlo Rosselli «Oggi in Spagna, domani in Italia!», Giustizia e Libertà e il Partito Socialista Italiano (massimalista), come i primi partiti dell'emigrazione, appoggiarono i repubblicani rompendo gli indugi e rivolgendo un appello agli altri partiti antifascisti italiani nell'emigrazione, affinché accorrano in Spagna per intervenire nel conflitto. Accorsero una trentina di socialisti massimalisti, che si iscrissero al Partito Operaio di Unificazione Marxista (POUM) - l'omologo e referente politico del PSIm in Spagna. Tra loro c'era Giuseppe Bogoni, che si stabilì a Perpignano come ufficiale di collegamento con Aldo Garosci, l'organizzatore della colonna italiana, armata ed addestrata a Barcellona da Mario Angeloni. Intanto, un'altra formazione di italiani, sotto la guida del militante della Frazione Italiana della Sinistra Comunista Enrico Russo, si arruolò in quella che è stata la prima brigata internazionale formatasi in Spagna, cioè la Columna Internacional Lenin (Colonna Internazionale Lenin), creata dal POUM per il Fronte d'Aragona nel luglio del 1936. Di questa faceva parte Duilio Balduini, il quale era inserito nel Comitato Esecutivo del POUM, in rappresentanza del PSIm.
Ad una lettera di solidarietà «in nome di tutti gli italiani», inviata il 29 luglio dalla Direzione del PSIm al POUM, rispose Julián Gorkin, ringraziando per la Segreteria del suo partito. Mentre l'Avanti! apriva a lunghe corrispondenze da Barcellona, esaltando «l’azione rivoluzionaria la quale vorrebbe conferire alla difesa della Repubblica quello spirito di totale dedizione, che aveva permesso la vittoria in Russia dei Soviet quasi vent’anni addietro». Il PSIm per la Spagna non si limitò ad inviare degli uomini, deplorando dei propri caduti, ma raccolse e spedì denaro. I massimalisti, malgrado le condizioni di povertà in cui versavano, compirono per le loro energie uno sforzo il più alto possibile, inviando gli aiuti al POUM mediante Alessandro Consani.
Dal 31 ottobre al 2 novembre 1936 ebbe luogo a Bruxelles una Conferenza internazionale contro la guerra e il fascismo indetta dal Bureau di Londra, a cui la Direzione del PSIm partecipò, e che fu preceduta da un incontro tra il PSIm, il POUM, il SAP e la sinistra rivoluzionaria della SFIO (Marceau Pivert, Michel Collinet e Duchesne). Il PSIm si trovò d'accordo sulla proposta del POUM di costituire una nuova Internazionale operaia, ma dato la contrarietà dei francesi non si arrivò - come già in precedenza - a delle decisioni concrete. Intanto l'Avanti! e il PSIm presero le difese del POUM che sotto la denuncia di "trotskismo" era stato estromesso dal governo catalano.

### Fine del PSI(m)
Il Partito Socialista Italiano (massimalista) continuò l'attività politica anche dopo la fine della guerra civile spagnola; tuttavia, la riunificazione del PSI nenniano con il PSU, le posizioni intransigenti dei massimalisti e l'ostilità dei comunisti avevano ormai eroso la base militante del PSI(m). Il partito si ritrovò isolato e marginalizzato e la pubblicazione dell'Avanti! massimalista divenne discontinua. Infine, nel 1940 la testata cessò le pubblicazioni e l'attività politica del partito si concluse, permettendo peraltro a Nenni di riappropriarsi del nome della storica testata.
Alla fine della seconda guerra mondiale, gran parte dei massimalisti (inclusa la Balabanoff) rientrò nel Partito Socialista Italiano di Unità Proletaria, mentre una minoranza aderì al Partito Comunista Italiano. La Balabanoff si spostò in seguito su posizioni socialdemocratiche e anti-comuniste, prendendo parte alla scissione di Palazzo Barberini del 1947 e aderendo al Partito Socialista dei Lavoratori Italiani di Giuseppe Saragat.

## Ideologia
Il Partito Socialista Italiano (massimalista) aveva la sua base storica e ideologica nelle correnti del massimalismo socialista che fin dal XIII Congresso socialista di Reggio Emilia nel luglio 1912 avevano più o meno ininterrottamente controllato il Partito Socialista Italiano. Partendo dal massimalismo come chiave di lettura del Programma SPD di Erfurt, come concetto arcaico dei partiti della Seconda Internazionale legato al marxismo ortodosso e alle dispute avute luogo fino all'inizio del XX secolo tra questo e la nascente corrente revisionista, le rielaborazioni teoriche effettuate sin dai primi anni 1900 da altri marxisti, tra cui in particolare da Lenin, avevano minato l'unità del movimento operaio italiano spaccatosi nel XVII Congresso del Partito Socialista Italiano.
Partendo da questi presupposti, il PSI massimalista si caratterizzò per una rigida intransigenza ideologica, rimanendo fedele al concetto di dittatura del proletariato, anche se concepita in modo diverso da come si era attuata nella URSS di Stalin. Il rigore politico del PSIm portò Palmiro Togliatti a definire il partito dell'esilio «una setta trotskista-poumista di provocatori». In vista della Conferenza internazionale contro la guerra ed il fascismo indetta dal Bureau di Londra (31 ottobre al 2 novembre 1936), il PSIm promulgò una risoluzione di partecipazione cui dichiarazione dei principi auspicava la trasformazione del Bureau «da semplice punto di collegamento in organo di coordinamento», e dove in riassunto delle proprie posizioni politiche si postulava di:
- negare alla IOS e al Comintern la possibilità di un cambiamento in meglio ideologico, constatando il loro fallimento;
- ridefinire la posizione del PSIm nei confronti del movimento anarchico e trotskista, sulla base delle esperienze di Russia e di Spagna;
- sostituire il concetto di dittatura del proletariato con quello di potere rivoluzionario del proletariato;
- cambiare il termine di fronte unico in quello di fronte rivoluzionario;
- ammettere il carattere proletario dell'Unione Sovietica, pur negando ad essa il riconoscimento di «stato socialista», visto che la produttività del lavoro vi era inferiore a quella della società capitalistica, la distribuzione del reddito vi dava luogo a caste privilegiate, il dispotismo della burocrazia staliniana avrebbe soppresso ogni principio di democrazia operaia, ed altro ancora.

Malgrado i gesti di generosità e di coerenza antifascista compiuti dal PSIm verso il Partito Comunista d'Italia e il PSI-IOS, la formazione della Balabanoff rimase sempre fortemente critica contro questi due soggetti politici.

## Affiliazione internazionale
Il PSI massimalista era affiliato al Centro Marxista Rivoluzionario Internazionale (CMRI), detto anche Bureau di Londra. Questo prendeva origine dall'esperienza della Internazionale di Vienna fondata il 27 febbraio 1921 da una serie di partiti socialisti di sinistra, con l'intenzione di superare la divisione subita dal movimento operaio mondiale conseguentemente alla Rivoluzione d'ottobre e alla creazione della Internazionale Comunista. L'esperienza si concluse in essenza con un fallimento e, il 10 maggio 1923, alcuni dei partiti dell’Internazionale di Vienna - come nel 1930 è stato il caso della frazione fusionista di Pietro Nenni, si ricongiunse con i riformisti della ex Seconda Internazionale co-fondando la Internazionale operaia socialista. I partiti socialisti che rimanevano fedeli al metodo rivoluzionario come via al socialismo - tra cui il PSI, costituirono invece il Bureau Internazionale d'Informazione dei Partiti Socialisti Rivoluzionari, il futuro Bureau di Londra. Il CMRI, dopo essere stato fino ai primi anni 1930 politicamente vicino al movimento trotzkista e alla Opposizione di sinistra, divenne un luogo di incontro per partiti ideologicamente iscrivibili nell'area della sinistra comunista, della destra comunista e del socialismo di sinistra.
Così che nell'agosto del 1933 si manifestarono due orientamenti politici distinti: Uno che riteneva che il socialismo di sinistra dovesse lavorare per l’unità della classe operaia - come sembravano fare a modo loro il Comintern e l'IOS, e un altro che lavorava per l’unità rivoluzionaria della classe operaia, la quale non poteva essere realizzata dalle due Internazionali esistenti nella misura in cui la loro politica era stata «fallimentare», per cui bisognava creare una nuova Internazionale. Tra una URSS che non propugnava più la rivoluzione mondiale ma difendeva solo i propri interessi nazionali, ed un riformismo oramai in via di completo inserimento nella compagine del sistema borghese e capitalista, il CMRI e molti dei suoi partiti, all'inizio degli anni 1940, furono logorati tra questi due, e dal fragore della seconda guerra mondiale.

## La figura della segretaria politica

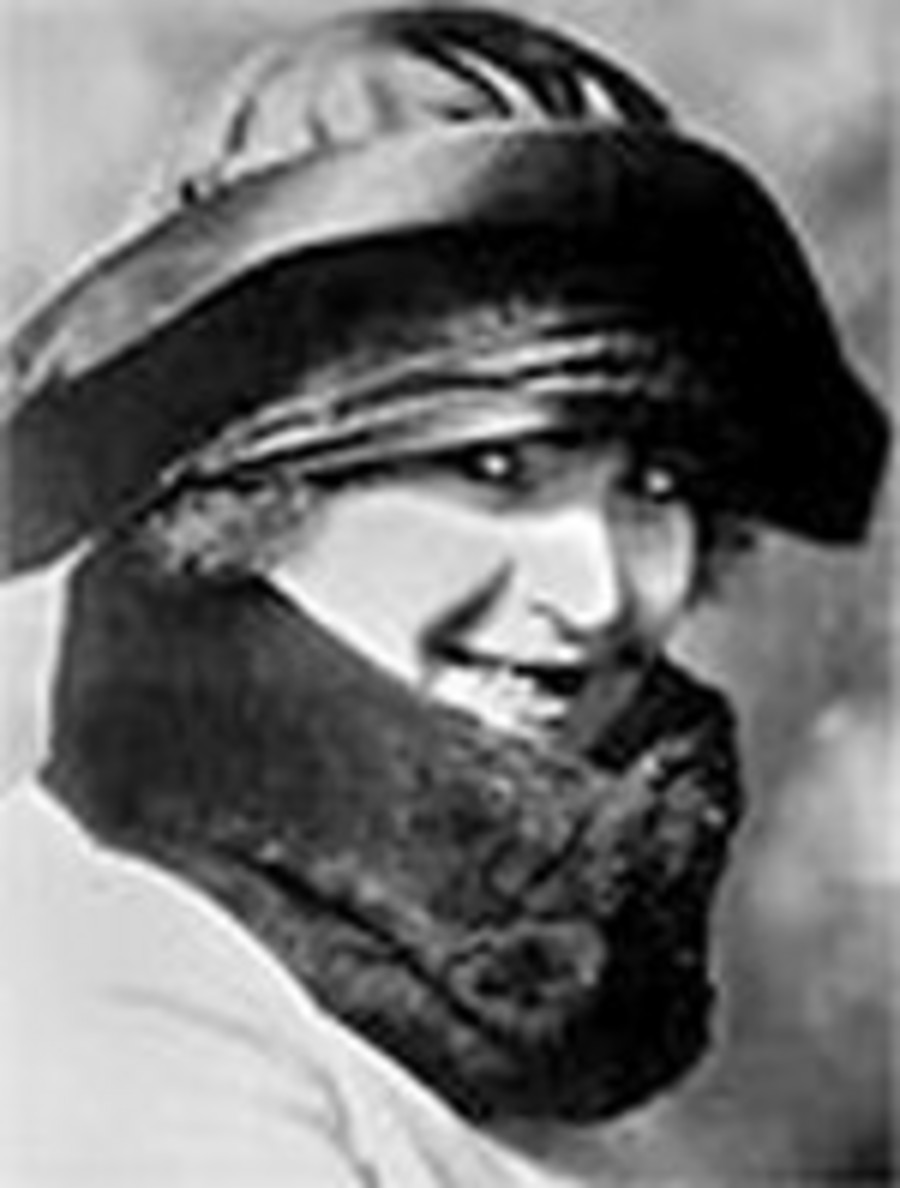
Angelica Balabanoff, segretaria del PSI.

Angelica Balabanoff, classe 1869, della quale non si può prescindere nell'analisi dei tratti ideologici del PSIm, nacque a Černigov (Ucraina, allora Impero russo) presso una famiglia ebraica molto benestante. In gioventù si nutrì del pensiero e dell'opera politica di Georgij Plechanov e del pioniere italiano del marxismo Antonio Labriola. Dopo il suo trasferimento in Italia divenne rapidamente una delle più stimate dirigenti del Partito Socialista Italiano, come anche una importante esponente della frazione intransigente-rivoluzionaria, detta massimalista. Angelica si identificò sempre con il socialismo prebellico e con la sua cultura, il suo socialismo rimase quello che univa uomini come August Bebel, Jean Jaurès, Viktor Adler, Georgij Valentinovič Plechanov e Rosa Luxemburg. Profondamente contraria alla guerra per motivi di internazionalismo proletario, la Balabanoff fu una dei socialisti che di più si sono adoperati per la convocazione delle Conferenze di Zimmerwald e di Kienthal, durante le quali nacque la sua amicizia con Lenin, e contribuendo con il suo carisma alla sinistra zimmerwaldiana, antimilitarista e rivoluzionaria. Con entusiasmo aderì alla Rivoluzione d'ottobre del 1917, rafforzando in Russia la propria amicizia con Lenin, assumendo lo storico ruolo di prima segretaria del Comintern tra il 1919 e il 1920. Ma nel dicembre 1921 decise di lasciare l'Unione Sovietica per non tornarci più, criticando la politica bolscevica nei confronti dei socialrivoluzionari, ma in particolare le vicende riguardo alla Rivolta di Kronštadt che non si conciliavano con il suo socialismo etico. La straordinaria personalità di Lenin finì per non abbandonarla più fino alla sua morte. Così che nel 1959 - ormai ultranovantenne - gli dedicò un libro (Lenin visto da vicino, Roma, Opere nuove, 1959). Fu senza dubbio un'importantissima interprete del marxismo internazionale, cui contributo politico beneficiò il movimento operaio per oltre mezzo secolo. La poliglotta padroneggiava cinque lingue ed operò in diversi paesi del mondo, conobbe personalmente quasi tutti i leader del socialismo storico coltivando con molti di essi anche un'amicizia, co-fondò e diresse il Bureau di Londra. Quando la Direzione massimalista si appellò a lei per chiederle espressamente di mettersi alla sua testa, la rivoluzionaria russa innamorata dell’Italia non poté negarsi.
Angelica Balabanoff viene descritta come: «Di un'ideologia in piena continuità con il vecchio massimalismo d’anteguerra, caratterizzata da una rigida fedeltà ai principi rivoluzionari, da un netto rifiuto di adeguarsi alla nuova situazione internazionale, da una donchisciottesca carica di generosità e di spirito umanitario, da un’orgogliosa appartenenza ad una concezione del socialismo che mutuava i propri ideali e i propri assunti dalla curiosa mescolanza di Giuseppe Garibaldi e di Karl Marx». Dal suo linguaggio si evince «l’incontaminato desiderio di purezza, che elevò sempre l’azione politica del suo partito al di sopra di ogni compromesso, dietro ad una sedicente ortodossia e ad una adesione di prammatica ai principi del materialismo storico, emerge in tutta la sua forza e in tutta la sua evidenza una concezione del socialismo a sfondo etico-religioso, spiritualistico».
Secondo altri «era pienamente consapevole della spaccatura tra i tempi gloriosi ed il triste presente, che sembrava non offrirle più prospettive, e si rifugiò nei propri ricordi. La Balbanova, che come Clara Zetkin, Rosa Luxemburg, Aleksandra Michajlovna Kollontaj ed altre sue amiche, oltre che contemporanee, rappresentava il movimento socialista femminile, non è più stata in grado di svolgere un ruolo pionieristico, vista la diminuita mobilitazione».

### Articoli
- Marco Sacchi, I socialisti massimalisti nell’emigrazione antifascista, su sottolebandieredelmarxismo.it, luglio 2010. URL consultato il 5 settembre 2017 (archiviato dall'url originale il 14 aprile 2017).
- Ferdinando Leonzio, SEGRETARI E LEADER DEL SOCIALISMO ITALIANO (PDF), in Domani Socialista; La piattaforma del Socialismo Italiano, 25 ottobre 2016. URL consultato il 5 settembre 2017.
- Claudio Natoli, Il socialismo italiano fra le due guerre: bilancio e prospettive di ricerca (PDF), in Istituto Nazionale Ferruccio Parri. URL consultato il 24 settembre 2017.
- (FR) Michel Dreyfus, Un courant socialiste original : les maximalistes italiens dans l'émigration (1926-1940) [Una corrente socialista originale: i massimalisti italiani nell'emigrazione (1926-1940)], in Pierre Milza (a cura di), Les Italiens en France de 1914 à 1940., n. 94, École Française de Rome, 1986. URL consultato il 2 luglio 2018.